# Kadîșce, Kiverți
Kadîșce (în ucraineană Кадище) este un sat în așezarea urbană Țuman din raionul Kiverți, regiunea Volînia, Ucraina.

## Demografie
Componența lingvistică a localității Kadîșce
     Ucraineană (96,77%)
     Maghiară (2,37%)
     Alte limbi (0,65%)
Conform recensământului din 2001, majoritatea populației localității Kadîșce era vorbitoare de ucraineană (96,77%), existând în minoritate și vorbitori de maghiară (2,37%).